# Polycarpaea microceps
Polycarpaea microceps är en nejlikväxtart som beskrevs av I.D. Cowie. Polycarpaea microceps ingår i släktet Polycarpaea och familjen nejlikväxter. Inga underarter finns listade i Catalogue of Life.